# Fondmetal GR02
Der Fondmetal GR02 war ein Formel-1-Rennwagen des italienischen Rennstalls Fondmetal Corse, der bei einigen Rennen der Formel-1-Weltmeisterschaft 1992 eingesetzt wurde. Er war vollständig neu konstruiert und löste im Frühjahr 1992 den Fondmetal GR01 ab.

## Hintergrund
Der zum italienischen Radhersteller Fondmetal gehörende Rennstall ging 1992 in seine zweite Formel-1-Saison. Die Debütsaison hatte das Team überwiegend mit dem GR01 bestritten, der von Fomet in Großbritannien konstruiert worden war. Ende 1992 zerbrach die Partnerschaft zwischen Fondmetal und Fomet, obwohl in Großbritannien bereits Entwicklungsarbeiten für ein 1992er Fondmetal-Auto begonnen hatten. Fondmetal beauftragte nach der Trennung im Dezember 1991 das Konkurrenzunternehmen Astauto mit der Konstruktion eines neuen Rennwagens. Astauto war von dem Ingenieur Sergio Rinland gegründet worden, der bis 1991 unter anderem für den Rennstall Brabham tätig gewesen war. Das Auto, das Astauto für Fondmetal konstruierte, war im Kern eine Weiterentwicklung des von Rinland entworfenen Brabham BT60Y.
In den Folgejahren entwickelte Rinland das Konzept des GR02 schrittweise weiter. 1995 setzte das Team Forti Corse den von Rinland entwickelten Forti FG01 ein. Der FG01 war ein direkter Nachfolger des Fondmetal GR02. Beide Autos hatten zahlreiche technische und stilistische Übereinstimmungen, darunter die markante Frontpartie, die 1992 dem Stand der Technik entsprach, 1995 aber bereits veraltet war.

## Technik
Der Fondmetal GR02 wird in der Literatur als konventionell konstruiertes Auto beschrieben, dessen Fahrwerk keine ungewöhnlichen Merkmale aufwies. Wie das Vorgängermodell hatte der GR02 an allen vier Rädern eine Radaufhängung mit doppelten Querlenkern und innenliegenden Feder-Dämpfer-Einheiten. Die Aerodynamik war komplett neu entwickelt worden. Der Frontflügel war geteilt und  Fondmetal kopierte das sogenannte Hochnasenkonzept des erfolgreichen Tyrrell 019. Als Antrieb diente – wie schon im GR01 – ein Cosworth-HB-Achtzylindermotor der 5. Generation („HB V“), der sich auf dem Entwicklungsstand von 1991 befand.
Fondmetal stellte 1992 zwei Exemplare des GR02 her, die im Frühjahr 1992 einsatzbereit waren.

## Rennen
Der erste Fondmetal GR02 erschien beim Großen Preis von Kanada. Er wurde an Gabriele Tarquini gegeben. Das zweite Auto, das für Andrea Chiesa bestimmt war, war zum Großen Preis von Frankreich fertiggestellt. Chiesa hatte mit ihm hier nur einen kurzen Einsatz. Im Training beschädigte er das neue Auto so schwer, dass es umfangreich repariert werden musste. Es war erst zum Großen Preis von Deutschland wieder einsatzbereit; bis dahin musste Chiesa weiter den GR01 einsetzen.
Das Auto wurde von Beobachtern wiederholt als vielversprechend bezeichnet und als großer Entwicklungsschritt wahrgenommen. Allerdings war der Wagen nicht ausgereift. Fondmetal unternahm kaum Testfahrten, sodass weder Daten für die Abstimmungsarbeit noch für die Belastbarkeit des Autos vorlagen. Die Abstimmung wurde zumeist während der Trainingsläufe erarbeitet. Infolge finanzieller Schwierigkeiten verfügte das Team über immer weniger Ersatzteile, und Reparaturarbeiten wurden vielfach improvisiert. Darunter litt die Zuverlässigkeit der Autos erheblich. Es gab kaum Entwicklungsarbeit; Beobachter hatten den Eindruck, dass die Fahrer die Anweisung hatten, die Autos zu schonen.
Tarquini bestritt neun Große Preise mit dem GR02. Achtmal fiel er – zumeist wegen technischer Defekte – aus, nur einmal kam er ins Ziel. Chiesa fuhr drei Rennen mit dem GR02 und fiel dabei jeweils aus. Zum Großen Preis von Ungarn wurde er durch Eric van de Poele ersetzt. Der Belgier bestritt drei Rennen und erreichte eine Zielankunft. Nach dem Heimrennen des Teams stellte Fondmetal den Rennbetrieb ein.

## Rennergebnisse
| Fahrer               | Nr.                  | 1 | 2 | 3 | 4 | 5   | 6   | 7   | 8   | 9   | 10  | 11  | 12  | 13  | 14 | 15 | 16 | Punkte | Rang |
| -------------------- | -------------------- | - | - | - | - | --- | --- | --- | --- | --- | --- | --- | --- | --- | -- | -- | -- | ------ | ---- |
| Formel-1-Saison 1992 | Formel-1-Saison 1992 |   |   |   |   |     |     |     |     |     |     |     |     |     |    |    |    | 0      | -    |
| A. Chiesa            | 14                   |   |   |   |   |     |     | DNQ |     | DNQ | DNQ |     |     |     |    |    |    | 0      | -    |
| E. van de Poele      | 14                   |   |   |   |   |     |     |     |     |     |     | DNF | 10  | DNF |    |    |    | 0      | -    |
| G. Tarquini          | 15                   |   |   |   |   | DNF | DNF | DNF | DNF | 14  | DNF | DNF | DNF | DNF |    |    |    | 0      | -    |

| Legende  | Legende            | Legende                                                          |
| Farbe    | Abkürzung          | Bedeutung                                                        |
| -------- | ------------------ | ---------------------------------------------------------------- |
| Gold     | –                  | Sieg                                                             |
| Silber   | –                  | 2. Platz                                                         |
| Bronze   | –                  | 3. Platz                                                         |
| Grün     | –                  | Platzierung in den Punkten                                       |
| Blau     | –                  | Klassifiziert außerhalb der Punkteränge                          |
| Violett  | DNF                | Rennen nicht beendet (did not finish)                            |
| Violett  | NC                 | nicht klassifiziert (not classified)                             |
| Rot      | DNQ                | nicht qualifiziert (did not qualify)                             |
| Rot      | DNPQ               | in Vorqualifikation gescheitert (did not pre-qualify)            |
| Schwarz  | DSQ                | disqualifiziert (disqualified)                                   |
| Weiß     | DNS                | nicht am Start (did not start)                                   |
| Weiß     | WD                 | zurückgezogen (withdrawn)                                        |
| Hellblau | PO                 | nur am Training teilgenommen (practiced only)                    |
| Hellblau | TD                 | Freitags-Testfahrer (test driver)                                |
| ohne     | DNP                | nicht am Training teilgenommen (did not practice)                |
| ohne     | INJ                | verletzt oder krank (injured)                                    |
| ohne     | EX                 | ausgeschlossen (excluded)                                        |
| ohne     | DNA                | nicht erschienen (did not arrive)                                |
| ohne     | C                  | Rennen abgesagt (cancelled)                                      |
| ohne     | keine WM-Teilnahme |                                                                  |
| sonstige | P/fett             | Pole-Position                                                    |
| sonstige | 1/2/3/4/5/6/7/8    | Punktplatzierung im Sprint-/Qualifikationsrennen                 |
| sonstige | SR/kursiv          | Schnellste Rennrunde                                             |
| sonstige | *                  | nicht im Ziel, aufgrund der zurückgelegten Distanz aber gewertet |
| sonstige | ()                 | Streichresultate                                                 |
| sonstige | unterstrichen      | Führender in der Gesamtwertung                                   |